# 31689 Sebmellen
31689 Sebmellen este un asteroid din centura principală de asteroizi.

## Descriere
31689 Sebmellen este un asteroid din centura principală de asteroizi. A fost descoperit pe 10 mai 1999 la Socorro, New Mexico, în cadrul proiectului LINEAR. Asteroidul prezintă o orbită caracterizată de o semiaxă mare de 3,11 ua, o excentricitate de 0,13 și o înclinație de 2,1° în raport cu ecliptica.